# Liste der Staatsoberhäupter 69
Übersicht
◄◄ | ◄ | 65 | 66 | 67 | 68 | Liste der Staatsoberhäupter 69 | 70 | 71 | 72 | 73 | ► | ►►

Weitere Ereignisse

## Afrika
- Aksumitisches Reich
  - König: s. Aksumitisches Reich

- Reich von Kusch
  - vgl. Liste der Könige von Nubien#Meroitische Periode

- Römisches Reich
  - Provincia Romana Aegyptus
    - Präfekt: Tiberius Iulius Alexander (66–69)

## Asien
- Armenien
  - König: Trdat I. (61–75)

- China
  - Kaiser: Han Mingdi (57–75)

- Iberien (Kartlien)
  - König: Mirdat I. (58–106)

- Indien
  - Indo-Parthisches Königreich
    - König: Satavastres (65–70)

  - Satavahana
    - König: vgl. Liste der Herrscher von Satavahana

- Japan (Legendäre Kaiser)
  - Kaiser: Suinin (29 v. Chr.–70)

- Judäa
  - König: Herodes Agrippa II. (50–70)

- Kleinarmenien
  - König: Aristobulos (54–72)

- Kommagene
  - König: Antiochos IV. (38–72)

- Korea
  - Baekje
    - König: Daru (29–77)

  - Gaya
    - König: Suro (42–199?)

  - Silla
    - König: Talhae (57–80)

- Kuschana
  - König: Kujula Kadphises (30–80)

- Nabataea
  - König: Malichus II. (Maliku) (40–70)

- Osrhoene
  - König: Ma'nu VI. (57–71)

- Partherreich
  - Schah (Großkönig):Vologaeses I. (51–76/80)

- Römisches Reich
  - Provincia Romana Iudaea
    - Prokurator: Marcus Antonius Julianus (66–70)
    - Hohepriester von Judäa: Matthias ben Theophilos (65–70)
    - Hohepriester von Judäa: Phanni (66–70) – eingesetzt von den aufständischen Juden Jerusalems

  - Provincia Romana Syria
    - Präfekt: Gaius Licinius Mucianus (67–69)

## Europa
- Bosporanisches Reich
  - König: Kotys I. und Eunike (45/46–68/69)
  - König: Rheskuporis I. (68/69–93/94)

- Römisches Reich
  - Kaiser: Galba (68–69)
  - Kaiser: Otho (69)
  - Kaiser: Vitellius (69)
  - Kaiser: Vespasian (69–79)
    - Konsul: Galba (69)
    - Konsul: Titus Vinius (69)
    - Suffektkonsul: Otho (69)
    - Suffektkonsul: Lucius Salvius Otho Titianus (69)
    - Suffektkonsul: Lucius Verginius Rufus (69)
    - Suffektkonsul: Lucius Pompeius Vopiscus (69)
    - Suffektkonsul: Titus Flavius Sabinus (69)
    - Suffektkonsul: Gnaeus Arulenus Caelius Sabinus (69)
    - Suffektkonsul: Aulus Marius Celsus (69)
    - Suffektkonsul: Gnaeus Arrius Antoninus (69)
    - Suffektkonsul: Fabius Valens (69)
    - Suffektkonsul: Aulus Caecina Alienus (69)
    - Suffektkonsul: Rosius Regulus (69)
    - Suffektkonsul: Gaius Quintius Atticus (69)
    - Suffektkonsul: Gnaeus Caecilius Simplex (69)

  - Provincia Romana Britannia
    - Legat: Marcus Trebellius Maximus (63–69)
    - Legat: Marcus Vettius Bolanus (69–71)